# Byrrhinus inlineatus
Byrrhinus inlineatus är en skalbaggsart som beskrevs av Maurice Pic 1923. Byrrhinus inlineatus ingår i släktet Byrrhinus och familjen lerstrandbaggar. Inga underarter finns listade i Catalogue of Life.